# Ernst-Wolfgang Böckenförde
Ernst-Wolfgang Böckenförde (19. září 1930, Kassel – 24. února 2019) byl německý právní filosof a v letech 1982–1996 soudce německého ústavního soudu. Byl také emeritní profesor Univerzity ve Freiburgu. Je autorem více než 20 knih a 80 článků, které se zabývají právní a ústavní teorií, politickou filosofií a katolickým politickým myšlením.

## Böckenfördovo dilema
| „                                             | Liberální, sekularizovaný stát žije z předpokladů, které sám nemůže zajistit. — Der freiheitliche, säkularisierte Staat lebt von Voraussetzungen, die er selbst nicht garantieren kann. | “ |
| — Staat, Gesellschaft, Freiheit. 1976, s. 60. | |   |